# Sefer ha-Qabala
Sefer ha-Qabala (en hebreu: ספר הקבלה) (en català, Llibre de la tradició) és un llibre escrit pel Rabí Abraham ibn Daud entre els anys 1160-1161. El llibre és la resposta als atacs dels jueus caraïtes contra la legitimitat històrica del judaisme rabínic, i conté, entre altres temes, la controvertida història del segrest per part d'uns pirates de quatre grans rabins i erudits de les acadèmies talmúdiques de Babilònia, el rescat posterior de la qual per part de les comunitats jueves del Mediterrani és una mostra de la legitimitat acadèmica del judaisme rabínic i dels centres rabínics del Nord d'Àfrica i Espanya. En aquella època el terme Càbala simplement significava tradició. Encara no havia assumit les connotacions esotèriques per les quals és coneguda actualment.

## Influència
Encara que el Sefer ha-Qabala havia tingut una influència autoritativa enorme en la història del judaisme espanyol, els erudits moderns ja no la consideren com una història objectiva. Així i tot, és una valuosa font d'informació sobre la vida i el pensament de l'Espanya del segle xii.